# CAPCOM VS. SNK
CAPCOM VS. SNK（カプコン バーサス エス・エヌ・ケイ）は、カプコンが製作・販売してきた2D格闘ゲームシリーズ。VS.シリーズの1つで、SNKとの共同制作作品。略称「カプエス」または「CvS」。

## 概要
元々はカプコンとSNKのクロスライセンス契約によるプロジェクト「SNK VS. CAPCOM」の一環であり、発表当時は「SNK VS. CAPCOM from CAPCOM」と表現されていた。ただしSNK側の発売した作品とは異なり、カプコン発売の本シリーズではゲームタイトルで「CAPCOM」の社名が前に配置されている。
両社が発売した対戦型格闘ゲームに登場するキャラクターが対戦する。超必殺技に必要なゲージシステムを選べる「グルーヴ（GROOVE）選択システム」、キャラクターの格付けを行う「レシオシステム」などが特徴である。
第1弾『カプコン バーサス エス・エヌ・ケイ ミレニアムファイト 2000』はカプコンの格闘ゲームにおいて主流であった1レバー・6ボタン制ではなく、SNKのゲームに多い1レバー・4ボタン制の操作系を採用している。
そして操作系を6ボタンに変更し、さらにキャラクターを多数追加した『カプコン バーサス エス・エヌ・ケイ 2 ミリオネア ファイティング 2001』を制作。家庭用ハードにも前作よりも多くの機種に移植された。

## 作品一覧
- カプコン バーサス エス・エヌ・ケイ ミレニアムファイト 2000（通称カプエス）
  - カプコン バーサス エス・エヌ・ケイ ミレニアムファイト 2000 PRO（通称カプエスPRO）
- CAPCOM VS. SNK 2 MILLIONAIRE FIGHTING 2001（通称カプエス2）
  - CAPCOM VS. SNK 2 EO MILLIONAIRE FIGHTING 2001（通称EO、家庭用のみ）